# Liste der Monuments historiques in Benet
Die Liste der Monuments historiques in Benet führt die Monuments historiques in der französischen Gemeinde Benet auf.

## Liste der Bauwerke
| Bezeichnung        | Beschreibung              | Standort | Kennzeichnung | Schutzstatus | Datum | Bild           |
| ------------------ | ------------------------- | -------- | ------------- | ------------ | ----- | -------------- |
| Kirche Ste-Eulalie | Erbaut im 12. Jahrhundert | (Lage)   | PA00110039    | Classé       | 1913  | weitere Bilder |
| Kalkofen           | Erbaut 1873               | (Lage)   | PA00132776    | Inscrit      | 1994  |                |

## Liste der Objekte

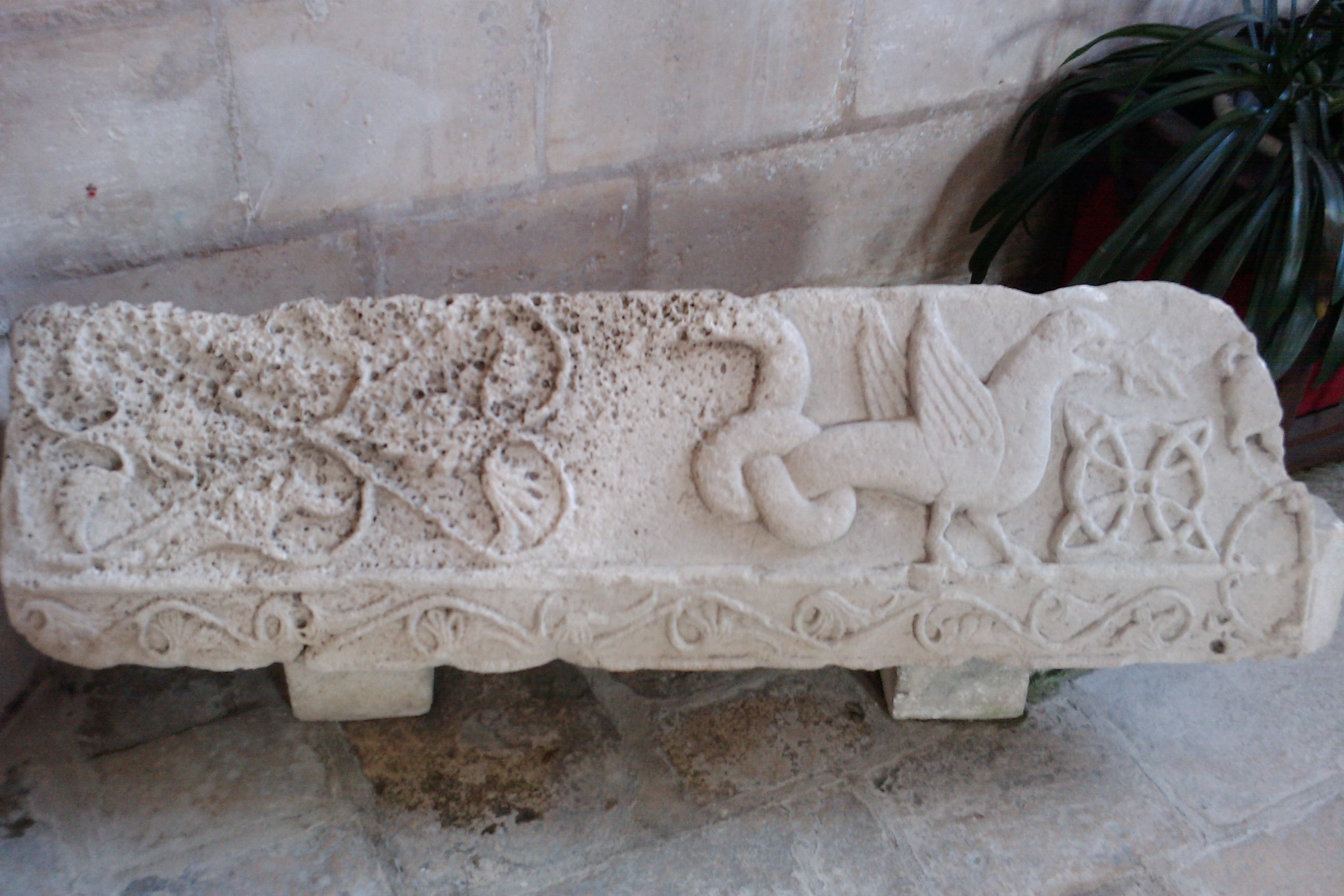
Sarkophagdeckel aus romanischer Zeit

- Monuments historiques (Objekte) in Benet in der Base Palissy des französischen Kultusministeriums